# Ворлох
„Ворлох“ је научнофантастични стрипски серијал из Србије. Написали су га Љуан Кока и Зоран Туцић, а нацртао Туцић. 
Један је од најзначајнијих серијала југословенског стрипа 1980-их и најважнијих подухвата у историји београдске групе „Баухаус 7“. Први циклус је изашао у периоду 1984—1985 у Ју стрип магазину, а други је почео 2011. године у часопису Сергеј стрип.
Радња стрипа се дешава у Мексику, када крајем 1960-их америчка антрополошка експедиција долази међу индијанско племе Јакија, где откривају изненађујуће истине о прошлости, али при том улазе у личне драме због злоупотребе мистичких знања.
По речима критичара „Ворлох је вишекомпонентни експлозив, са снажним референцама на Измењена стања Чајевског (а после и Кена Расела) и Хјустоново Благо Сијера Мадре, али је и критика лажног друштвеног морала, паралитичке очараности безвредним културним наслеђем“.

## Стрипографија
Први циклус
1. Прва епизода, први део, Ју стрип магазин, бр. 63/64, „Дечје новине“, Горњи Милановац, март-април 1984. (уредник Момчило Рајин)
2. Прва епизода, други део, Ју стрип магазин, бр. 65/66, мај-јун 1984.
3. Друга епизода, Ју стрип магазин, бр. 67, јул 1984.
4. Трећа епизода, први део, Ју стрип магазин, бр. 68, август 1984.
5. Трећа епизода, други део, Ју стрип магазин, бр. 69, септембар 1984.
6. Четврта епизода, први део, Ју стрип магазин, бр. 70, октобар 1984.
7. Четврта епизода, други део, Ју стрип магазин, бр. 71, новембар 1984.
8. Четврта епизода, трећи део, Ју стрип магазин, бр. 73, јануар-фебруар 1985.

Други циклус
1. „Кишна песма“, Сергеј стрип, бр. 14, „Лавиринт“, Чачак, јун 2011. (уредник Дејан Ђоковић)
2. „Јагуаров скок“, Сергеј стрип, бр. 15, октобар 2012.